# Gasteranthus macrocalyx
Gasteranthus macrocalyx är en tvåhjärtbladig växtart som beskrevs av Wiehler. Gasteranthus macrocalyx ingår i släktet Gasteranthus och familjen Gesneriaceae. Inga underarter finns listade i Catalogue of Life.